# 냐짱
냐짱(베트남어: Thành phố Nha Trang / 城舖芽莊) 혹은 나트랑은 베트남 중남부에 위치한 카인호아성의 성도로, 호찌민시에서 북동쪽으로 약 450km 정도 떨어진 곳에 위치하며 면적은 251km2, 인구는 1,200,000명(2018)이다. 베트남에서 5번째로 큰 대도시이다.
냐짱은 해변과 스쿠버 다이빙으로 유명하며, 동남아시아의 많은 여행객과 더불어 수많은 배낭 여행객을 유치하여 인기있는 관광 목적지로 발전했다. 2008년 7월 14일 미스 유니버스 대회를, 2010년 12월 4일에는 미스 어스 대회를 개최하였고, 2016년에는 해변 아시안 게임을 주최하기도 했다.
역사적으로 이 도시는 참파가 통치하던 까우타라(Kauthara)로 알려졌었다. 이곳에는 참파에 의해 세워진 유명한 뽀나가 탑이 있다. 냐짱은 해안 도시이기 때문에 냐짱 대양연구소에 기반을 둔 해양 과학의 중심지이기도 하다. 혼문 해양보호 지역은 국제 자연 보전 연맹이 지정한 세계 최초의 해양보호구역 중 하나이다.

## 역사
고대에는 까우타라라고도 불리며, 당시 제국을 주도하던 왕국의 구성 국가 중 하나였다. 그 지배 영역은 오늘날의 푸옌성에서 캄라인에 이르는 지역을 포함하였다. 카우타라의 수도였던 얀푸나가라(Yanpunagara, 楊浦那竭羅)는 힌두교와 불교의 영향을 깊이 받았으며, 이 지역 신앙의 중심지였다. 그러나 이 외에도, 남부의 고대 구르안(Gur’an) 지역에서 숭배되던 스리 말라다쿠타라(Çri Maladakuthara, 釋利摩落陀古笪羅)와 같은 토착 신들이 모국 내에서 오랫동안 신앙의 대상이었다. 이후 이들 토착 신들의 다수는 브라만교적 신들로 대체되었다. 대표적인 예로, 얀푸나가라 여신(楊浦那竭羅)과 바가바티(Bhagavati, 妻婆伽婆底)가 있다. 바가바티는 지역 토착 여신이던 얀푸나가라와 융합되어 강력한 신격으로 자리잡았으며, 오늘날 냐짱 근처에 그녀를 위한 제사 사원이 세워질 정도로 현지인들의 신앙과 존경을 받고 있다.
1653년부터 19세기까지 나트랑 지역은 호랑이 등 야생 동물이 서식하는 황량한 땅이었다. 이 지역은 디엔카인방의 빈쑤엉방, 하박 지역에 속해 있었다. 그러나 20세기 초 단 20여 년 만에 급격한 도시화가 진행되었다. 1924년 8월 30일, 프랑스령 인도차이나 총독은 나트랑을 도시 중심지(읍, townlet)로 지정하는 포고령을 발표하였다. 이로써 나트랑 읍은 고대 마을이던 쑤엉후언(Xương Huân), 프엉카우(Phương Câu), 반탄(Vạn Thạnh), 프엉사이(Phương Sài), 푸억하이(Phước Hải)를 통합해 구성되었다.

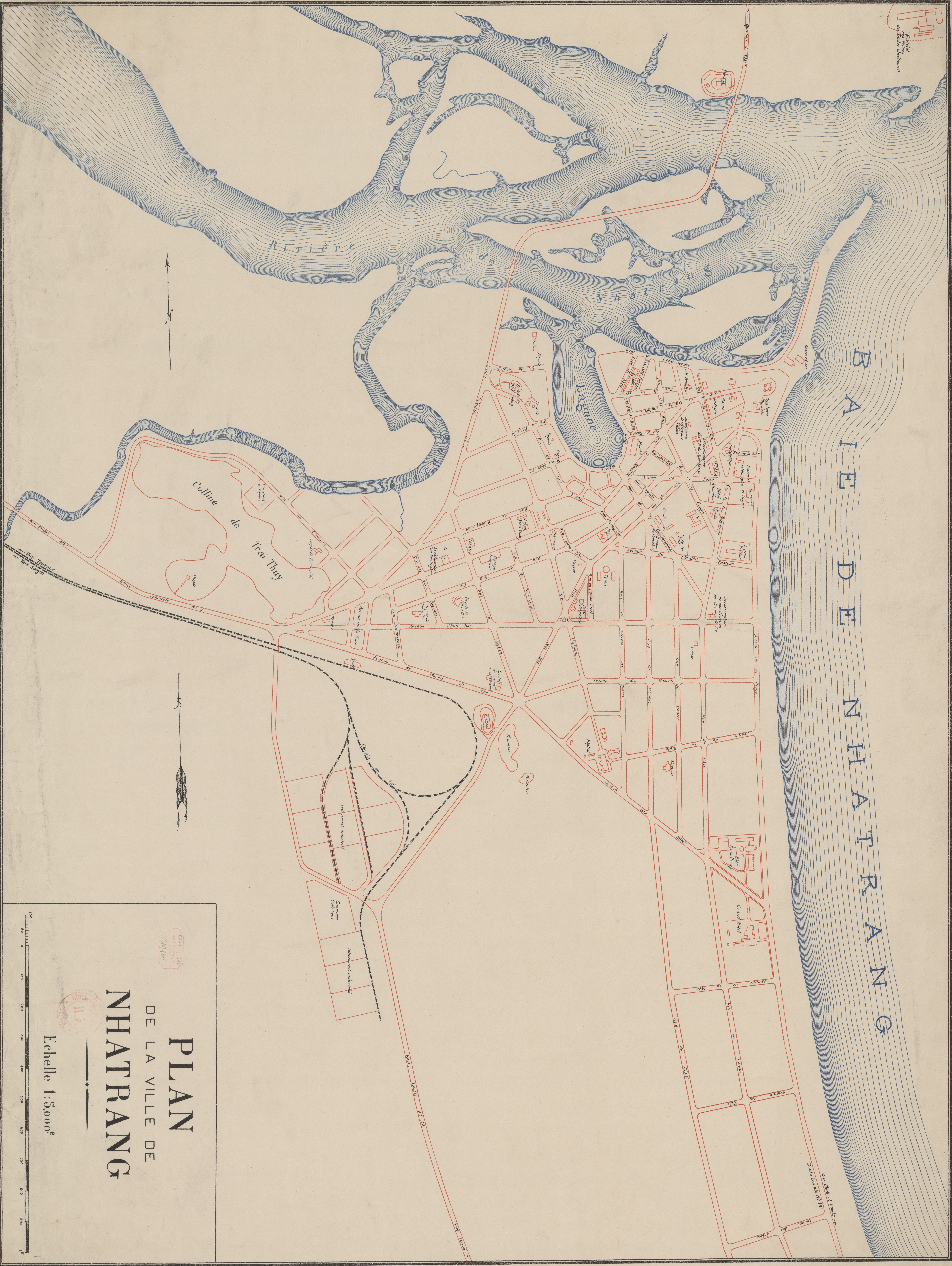
나트랑의 1933년 지도

프랑스 식민 통치 시기, 나트랑은 사실상 카인호아성의 주도 역할을 수행하였다. 총독부 파견사무소, 사령부, 무역사무소, 우체국 등 식민지 행정 기관들이 나트랑에 설치되었으며, 성장관(Province Chief), 성판사(Provincial Judge), 군지휘관(Military Commander) 등 베트남 왕조의 지방 관청은 남서쪽으로 약 10km 떨어진 디엔카인 시의 성곽 도시 안에 있었다.
1937년 5월 7일, 프랑스령 인도차이나 총독은 새로운 포고령을 통해 나트랑 읍을 정식 도시(town)로 승격시켰다. 이 시기 나트랑 도시는 기존에 통합된 다섯 개의 고대 마을을 기반으로 다섯 개의 행정 구역(ward)으로 구성되었다. 이 구역들은 쑤엉후언, 프엉카우, 반탄, 프엉사이, 푸억하이였다.
현대 베트남어로의 정확한 발음은 냐짱이지만 1940년대 일본군이 주둔하고 있던 시대에는 나트랑(일본어: ナトラン)이라고 불렸다. 베트남 전쟁 시대에는 미군의 군항이었으며, 격전지가 되었다. 사회주의 베트남에서는 정부 고위 관료의 리조트로 이용되었다. 도이모이 경제 개혁을 통해 외자 기업에 의한 관광 개발이 활발해져 현재도 관광지, 해안 리조트로 추가 개발이 진행되고 있다.

## 행정 구역

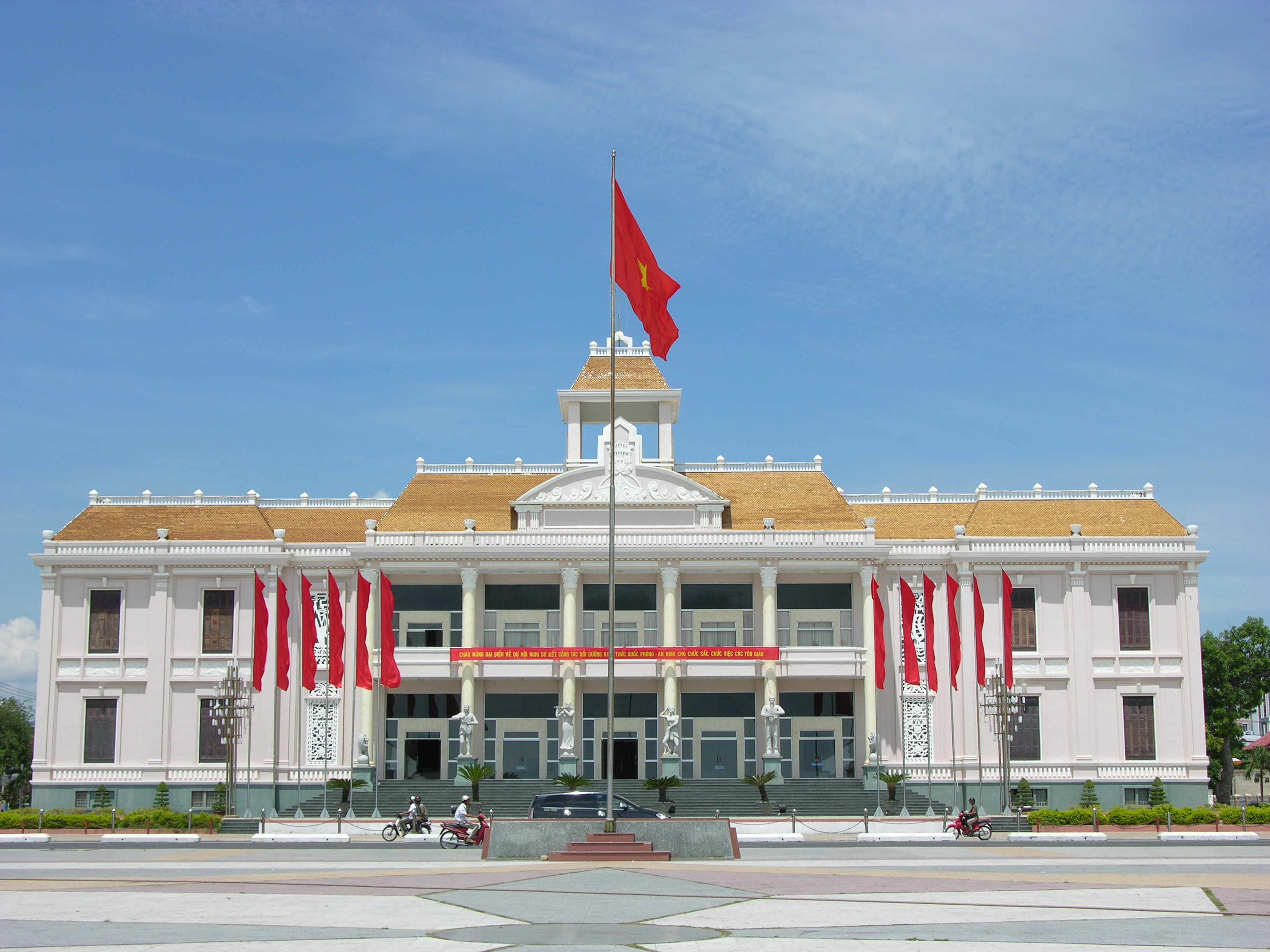
냐짱 시청

냐짱 시는 19개의 방(坊)과 8개의 사(社)를 가지고 있다. (방은 동의 개념, 사는 마을의 개념)

### 방
- 록토 방 (Lộc Thọ / 祿壽)
- 응옥히엡 방 (Ngọc Hiệp / 玉協)
- 프억하이 방 (Phước Hải / 福海)
- 프억호아 방 (Phước Hòa / 福和)
- 프억롱 방 (Phước Long / 福隆)
- 프억떤 방 (Phước Tân / 福新)
- 프억띠엔 방 (Phước Tiến / 福進)
- 프엉사이 방 (Phương Sài / 芳柴)
- 프엉선 방 (Phương Sơn / 芳山)
- 떤럽 방 (Tân Lập / 新立)
- 반탕 방 (Vạn Thắng / 萬勝)
- 반타인 방 (Vạn Thạnh / 萬盛)
- 빈하이 방 (Vĩnh Hải / 永海)
- 빈호아 방 (Vĩnh Hòa / 永和)
- 빈프억 방 (Vĩnh Phước / 永福)
- 빈쩌엉 방 (Vĩnh Trường / 永長)
- 빈응우옌 방 (Vĩnh Nguyên / 永元)
- 빈토 방 (Vĩnh Thọ / 永壽)
- 쑤엉후언 방 (Xương Huân / 昌春)

### 사
- 프억동 사 (Phước Đồng / 福同)
- 빈프엉 사 (Vĩnh Phương / 永芳)
- 빈타인 사 (Vĩnh Thạnh / 永盛)
- 빈쭝 사 (Vĩnh Trung / 永中)
- 빈타이 사 (Vĩnh Thái / 永泰)
- 빈히엡 사 (Vĩnh Hiệp / 永協)
- 빈응옥 사 (Vĩnh Ngọc / 永玉)
- 빈르엉 사 (Vĩnh Lương / 永良)

## 지리
냐짱시는 251km2의 대도시와 약 50만 명의 인구가 살고 있다. 냐짱시는 북쪽으로 닌호아 시사에, 남쪽으로 깜라인시, 서쪽으로 지엔카인현, 동쪽으로 동해에 접한다. 호찌민시에서 북동쪽으로 약 450km 떨어진 곳에 위치해 있으며, 아름다운 해변과 섬이 있고, 리조트 지역으로도 유명하다. 냐짱은 세계에서 29개의 가장 아름다운 만 중 하나로 〈Travel + Leisure〉에 의해 2년 연속 선정된 아름다운 냐짱만 위에 있다. 냐짱은 삼면이 모두 산과 큰 섬과 네 번째 면에 있는 네 개의 작은 섬으로 둘러싸여 있어(시내 주요 지역 바로 앞 바다에 있음) 도시에 피해를 줄 수 있는 주요 폭풍우가 차단되고 있다.

### 기후
냐짱의 기후는 열대 사바나 기후이며, 1월부터 8월까지의 긴 건기와 9월부터 12월까지의 짧은 우기를 가진다. 연간 강수량 1,361mm 중 1,029mm가 이 시기에 집중된다. 우기동안 태풍으로 인한 거센 비바람이 잦다.
장마는 동남아시아에서 짧은 편으로 9월부터 12월까지이며, 강수량이 아주 많아진다. 바다에 접해 있어 건기에도 무더위가 심하지 않다.
| 냐짱의 기후                       | 냐짱의 기후 | 냐짱의 기후 | 냐짱의 기후 | 냐짱의 기후 | 냐짱의 기후  | 냐짱의 기후  | 냐짱의 기후  | 냐짱의 기후  | 냐짱의 기후  | 냐짱의 기후   | 냐짱의 기후   | 냐짱의 기후  | 냐짱의 기후     |
| 월                                | 1월         | 2월         | 3월         | 4월         | 5월          | 6월          | 7월          | 8월          | 9월          | 10월          | 11월          | 12월         | 연간            |
| --------------------------------- | ----------- | ----------- | ----------- | ----------- | ------------ | ------------ | ------------ | ------------ | ------------ | ------------- | ------------- | ------------ | --------------- |
| 역대 최고 기온 °C (°F)            | 31.9 (89.4) | 33.3 (91.9) | 34.2 (93.6) | 35.9 (96.6) | 38.5 (101.3) | 39.5 (103.1) | 39.0 (102.2) | 39.5 (103.1) | 38.3 (100.9) | 34.8 (94.6)   | 34.3 (93.7)   | 32.8 (91.0)  | 39.5 (103.1)    |
| 일평균 최고 기온 °C (°F)          | 27.2 (81.0) | 28.0 (82.4) | 29.4 (84.9) | 31.1 (88.0) | 32.3 (90.1)  | 32.7 (90.9)  | 32.5 (90.5)  | 32.6 (90.7)  | 31.7 (89.1)  | 30.0 (86.0)   | 28.6 (83.5)   | 27.3 (81.1)  | 30.3 (86.5)     |
| 일일 평균 기온 °C (°F)            | 24.0 (75.2) | 24.6 (76.3) | 25.8 (78.4) | 27.4 (81.3) | 28.6 (83.5)  | 28.8 (83.8)  | 28.5 (83.3)  | 28.5 (83.3)  | 27.8 (82.0)  | 26.7 (80.1)   | 25.8 (78.4)   | 24.7 (76.5)  | 26.8 (80.2)     |
| 일평균 최저 기온 °C (°F)          | 21.4 (70.5) | 21.8 (71.2) | 23.0 (73.4) | 24.6 (76.3) | 25.5 (77.9)  | 25.7 (78.3)  | 25.6 (78.1)  | 25.5 (77.9)  | 24.9 (76.8)  | 24.2 (75.6)   | 23.5 (74.3)   | 22.3 (72.1)  | 24.0 (75.2)     |
| 역대 최저 기온 °C (°F)            | 14.6 (58.3) | 14.6 (58.3) | 16.4 (61.5) | 19.4 (66.9) | 19.7 (67.5)  | 19.8 (67.6)  | 20.6 (69.1)  | 21.5 (70.7)  | 21.3 (70.3)  | 18.8 (65.8)   | 16.9 (62.4)   | 15.1 (59.2)  | 14.6 (58.3)     |
| 평균 강수량 mm (인치)             | 43.0 (1.69) | 16.1 (0.63) | 30.3 (1.19) | 41.8 (1.65) | 81.7 (3.22)  | 49.8 (1.96)  | 41.7 (1.64)  | 51.5 (2.03)  | 165.8 (6.53) | 312.3 (12.30) | 381.6 (15.02) | 191.4 (7.54) | 1,399.2 (55.09) |
| 평균 강우일수                     | 8.6         | 4.3         | 4.1         | 5.0         | 9.2          | 8.3          | 8.4          | 9.8          | 14.4         | 17.6          | 18.0          | 14.4         | 122.2           |
| 평균 상대 습도 (%)                | 78.1        | 78.7        | 79.6        | 80.4        | 78.8         | 77.2         | 76.9         | 77.2         | 80.0         | 82.6          | 81.8          | 79.7         | 79.3            |
| 평균 월간 일조시간                | 179.6       | 208.7       | 256.5       | 258.5       | 259.1        | 235.2        | 243.5        | 236.0        | 203.8        | 183.1         | 140.4         | 136.5        | 2,538.8         |
| 출처 1: 베트남 과학기술양성연구소 |             |             |             |             |              |              |              |              |              |               |               |              |                 |
| 출처 2: The Yearbook of Indochina |             |             |             |             |              |              |              |              |              |               |               |              |                 |

## 경제
냐짱의 경제는 관광 산업에 주로 의존한다. 시 교외 지역에서는 조선 산업이 지역 경제 발전에 크게 기여하고 있다. 어업과 서비스업 또한 중요한 산업이다. 카인호아성 전체와 냐짱은 베트남의 연간 예산 수입에 가장 큰 기여를 하고 있다. 근해의 새우 양식업은 교외 지역에 거주민에게 중요한 산업이다.
깜라인만에 있는 도시의 남쪽에는 몇몇 산업 단지가 건설 중이며 일부 투자자들이 이용할 수 있다. 반퐁 만의 심해 항구 건설이 완료되면 이 지역은 나쨩과 캄라인 외에도 세 번째 중요한 경제 지역이 될 것이다.

## 관광

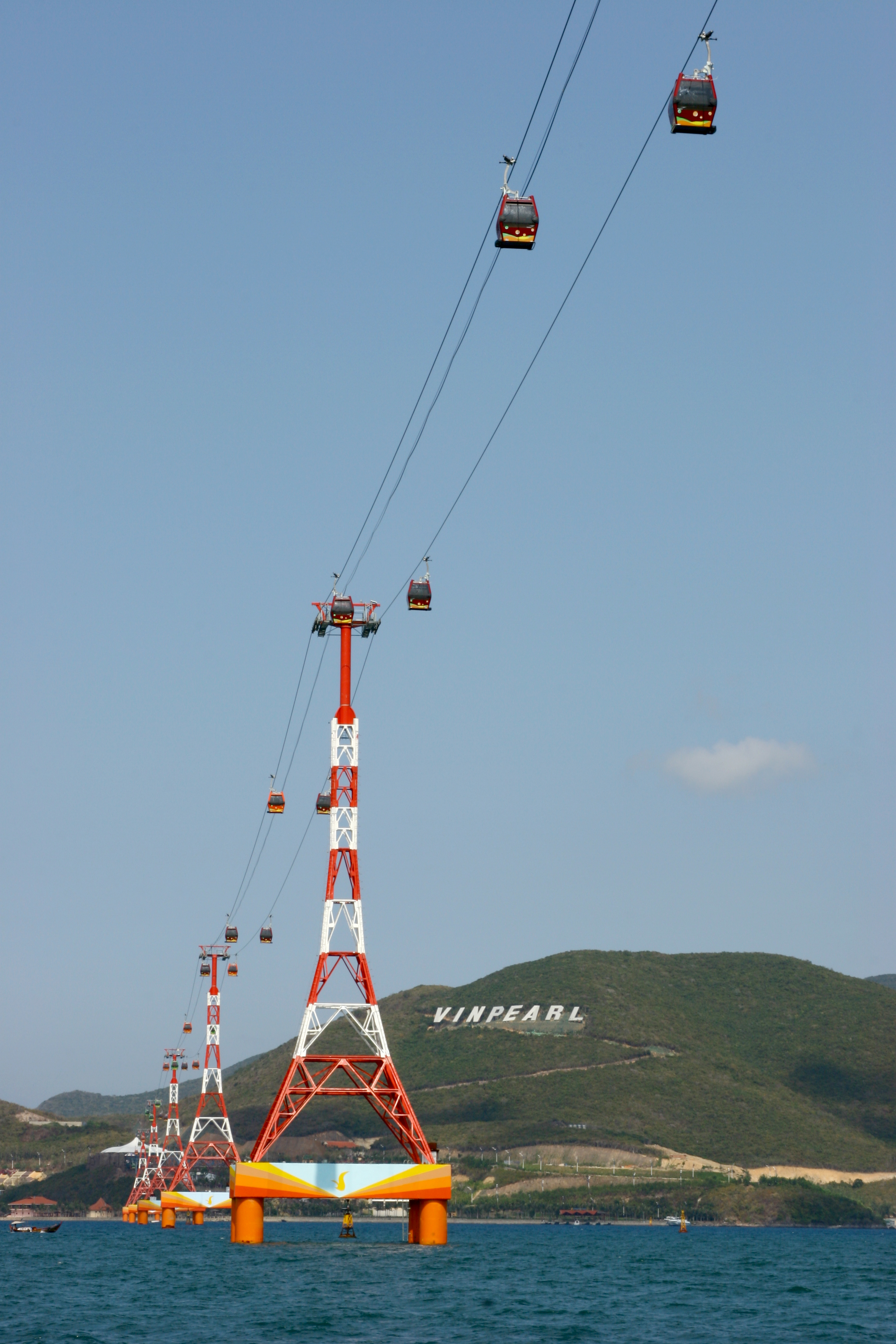
빈펄 케이블카

냐짱은 일 년 내내 온화한 기온과 고운 모래 해변과 맑은 바닷물 덕분에 베트남에서 가장 중요한 관광 허브 중 하나이다. 빈펄, 다이아몬드베이와 아나 만다라와 같은 여러 휴양지와 놀이공원과 수상공원이 도시와 해안가의 섬에 있다. 특히, 베트남의 저렴한 물가와 싼    가격으로 5성급 리조트를 즐길수있는 곳이다. 그때문에 한국인과 중국인 부호등 다양한 국적의 사람들과 유럽인들도 많이 찾아와서 다낭과는 차별화된다.
- 혼쩨섬 : 냐짱을 가로지르는 곳에 빈펄 그룹이 운영하는 리조트가 있는 혼쩨섬(대나무섬)이 있다. 빈펄 케이블카는 혼쩨섬에 있는 5성급 리조트와 테마공원을 본토와 연결해 준다.

냐짱은 홍콩에서 시작하는 연례 요트경주를 위한 중간기착지이기도 하다. 최근 몇 년 동안, 이 도시에는 많은 오성급 해양크루즈가 방문을 했다. 범선 경주 외에도 냐짱은 방문객을 위한 다양한 관광 활동을 제공한다. 섬 호핑투어, 스쿠버 다이빙, 수상 스포츠와 기타 스포츠 활동을 즐길 수 있다.
덤 시장 : 근처에 비정부기구인 〈냐짱 여행정보 센터〉(Nha Trang Tourist Information Center)가 방문객을 위한 정보를 제공하기 위해 만들어져 있다.

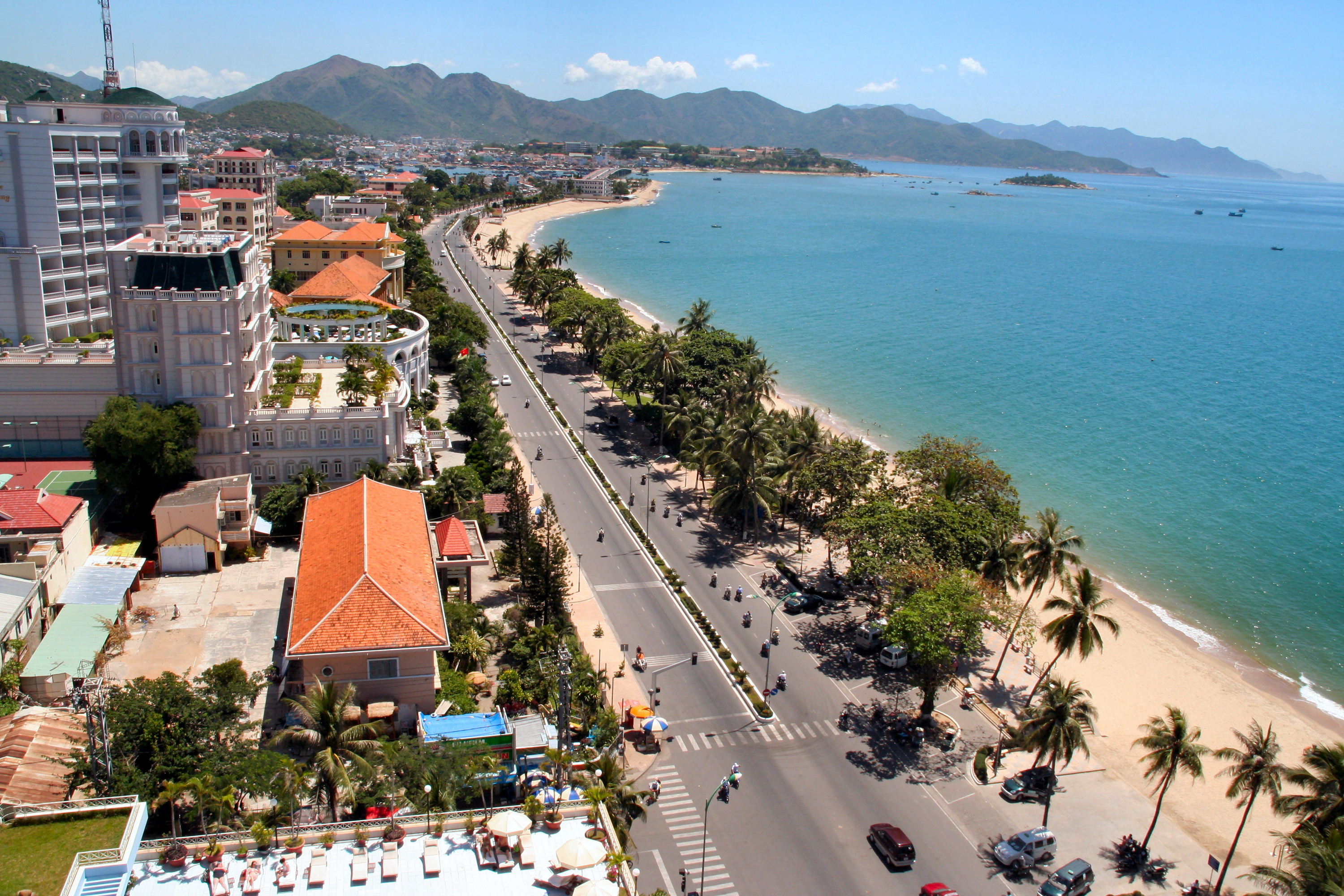
냐짱 해변

냐짱 롱선사의 본존불상

- 냐짱 해변 : 7km에 펼쳐친 아름다운 모래사장은 베트남에서 최고 수준이며, 연중 좋은 날씨가 많기 때문에 유명한 해변 리조트가 있다.
- 롱선사 : 대형 좌불상이 인상적인 사원으로 냐짱을 전망하기에도 좋은 시내 중심가에 있는 사원이다.

- 냐짱 대성당 : 돈대에 있는 가톨릭 교회로 스테인드 글라스가 아름답다.
- 포 나가르 : 참파 유적으로 사원이며, 현재에도 참배하러 오는 사람들이 끊이지 않는다. 베트남 풍의 시바신의 부조가 있다. 현재의 건물은 10세기 무렵의 것이다.
- 아일랜드 호핑 투어를 할 수 있는 섬들이 바다에 있고, 다이빙 명소로도 유명하다.
- 냐짱 해양 생물 박물관 : 1923년 카우 지역에 프랑스 식민지 시대 양식으로 건축되었다. 수족관과 표본실 문헌 실이있다. 수족관에는 지역 바다의 다양한 생물이 사육되고 있다. 또한 본관의 대 전시실에는 바다새와 물고기, 산호 등 포르말린에 저장된 해양 생물의 박제를 포함한 6만 점의 표본이 전시되어있다. 또한 듀공의 포르말린 절임의 표본도 볼 수 있다.
- 예르생 박물관 : 알렉상드르 예르생에게 봉헌된 박물관이다.
- 파스퇴르 연구소 냐짱 : 알렉상드르 예르생이 연구소장을 맡아 일을 하던 연구 기관이었다.

- 유네스코가 지원하는 프랑스 NGO가 지원하는 세계에서 가장 아름다운 베이 클럽에 가입해 있다.

### 요리

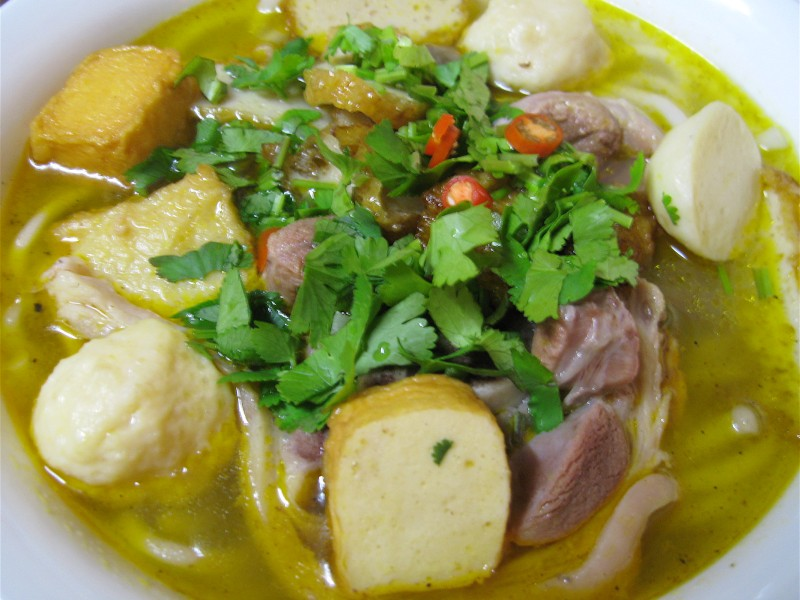
바인까인면

사람들의 관심을 끄는 향토 요리로는 바인까인 면요리, 분까스어, 바인쎄오먹 등이 있다. 그외에 신선한 해산물과 찹쌀 쌈피로 말아서 만드는 바비큐 돼지고기로 유명하다. 이 지역에서 만들어지는 연와(제비집)는 베트남에서 최고로 친다. 제비 둥지는 야생에서, 해안가의 섬에 있는 새 농장에서, 심지어 도심의 일부 주택에서도 수집되기도 한다. 문제의 양식장은 일반적으로 옌항(yến hàng)이라고 불리는 칼새 종류를 키운다.

### 호텔

빈펄 리조트&스파

- 빈펄 냐짱 랜드(Vinpearl Nha trang Land) : 깜라인 국제공항에 도착하여 냐짱 시내로 이동하면 어디서나 볼 수 있는 혼쩨섬(Hon tre; 혼째)에 위치하고 있으며 빈펄섬으로 불리기도 한다. 섬안으로 들어가는 방법은 케이블카를 이용하거나 스피드보트를 사용하여 투숙객은 언제든 출입이 가능하다. 모든 투숙객은 놀이동산, 워터파크 이용이 무료이며, 섬안에 빈펄 골프장(18홀)도 이용 가능(유료)하다.
- 빈펄 냐짱 리조트(Vinpearl Nha trang resort) : 빈펄이 제작한 리조트로 가장 먼저 지어진 리조트 건물이다.
- 빈펄 럭셔리 냐짱(Vinpearl Luxury Nhatrang) : 이름 그대로 럭셔리 한 모습을 자랑하며, 가족 동반의 투숙객에게 어울리는 리조트이다. 빈펄이 제작하였다.
- 빈펄 냐짱 리조트 & 빌라(Vinpearl Nhatrnag Resort & Villa) : 2014년 오픈한 리조트이며, 모던한 건물을 자랑하며 빌라동이 주변에 위치하고 있는 건물이다.[11]

## 교통
냐짱은 베트남의 중추적인 남북 도로인 국도 1A 옆에 있다. 통일 철도는 도시를 가로지르며 냐짱역에 정차한다.

### 공항
- 깜라인 국제공항 : 깜라인 만이 주요 해군기지였을 때, 냐짱 공항은 도시의 주요 공항이었다. 이 공항은 베트남 전쟁 당시 미 공군과 베트남 공군이 사용했던 공항이다. 깜라인 만의 일부가 베트남 정부에 의해 경제개발지구로 만들어졌을 때, 깜라인 국제공항(또 베트남 전쟁 중에 미국이 건설한 군사 공항)이 이 도시의 새로운 민간 공항으로 만들어졌다. 이 공항은 깜라인만에서 남쪽으로 28km 떨어진 곳으로 2008년 683,000여 명의 승객을 운송했으며, 베트남에서 네 번째로 붐비는 공항이었다. 2016년 현재 공항은 하노이, 호찌민시, 하이퐁, 다낭, 빈시와 국내 노선을 연결한다.

### 철도/버스
- 냐짱역은 시내 중심에 위치한 철도역으로 베트남 철도 남북선의 노선이다.
- 버스를 이용하면 호찌민시에서 약 10시간, 달랏에서 약 5시간이 소요된다.

### 항구
도시 북쪽에 위치한 번퐁항 건설 공사는 연간 10만 톤까지 선박을 처리할 수 있는 심해 프로젝트로, 연간 1억 톤의 화물을 처리할 수 있는 일본 기업 컨소시엄이 진행 중이다. 이 항구 도시 건설 사업의 예상 투자 자본은 150억 달러에 이를 것으로 예상된다.

## 교육
냐짱에는 종합 대학인 냐짱 대학교(옛 냐짱 어업대학)과 해군항공학원, 사범대학, 카인호아 대학교, 베트남의 독특한 냐짱 해양학연구소, 과거 가장 유명한 파스퇴르 연구소 중 하나인 파스퇴르 연구소 냐짱 등이 있다.

### 냐짱 파스퇴르 연구소
예르시니아 페스티스 박테리아의 발견자인 프랑스계 스위스인 세균학자 알렉상드르 예르생은 50년 동안 냐짱에서 살았고, 옹남이라는 애칭으로 알려져 있었다. 그는 인도차이나 파스퇴르 연구소(현재는 파스퇴르 연구소 냐짱)를 설립하여 선혈성 페스트 연구를 전담했다. 예르생은 1943년 3월 1일 냐짱에서 죽었다. 냐짱의 거리는 그의 이름을 따서 지어졌으며, 그의 무덤 위에 사당이 세워졌다. 그의 업적을 기리는 예르생 박물관이 있다.

## 갤러리

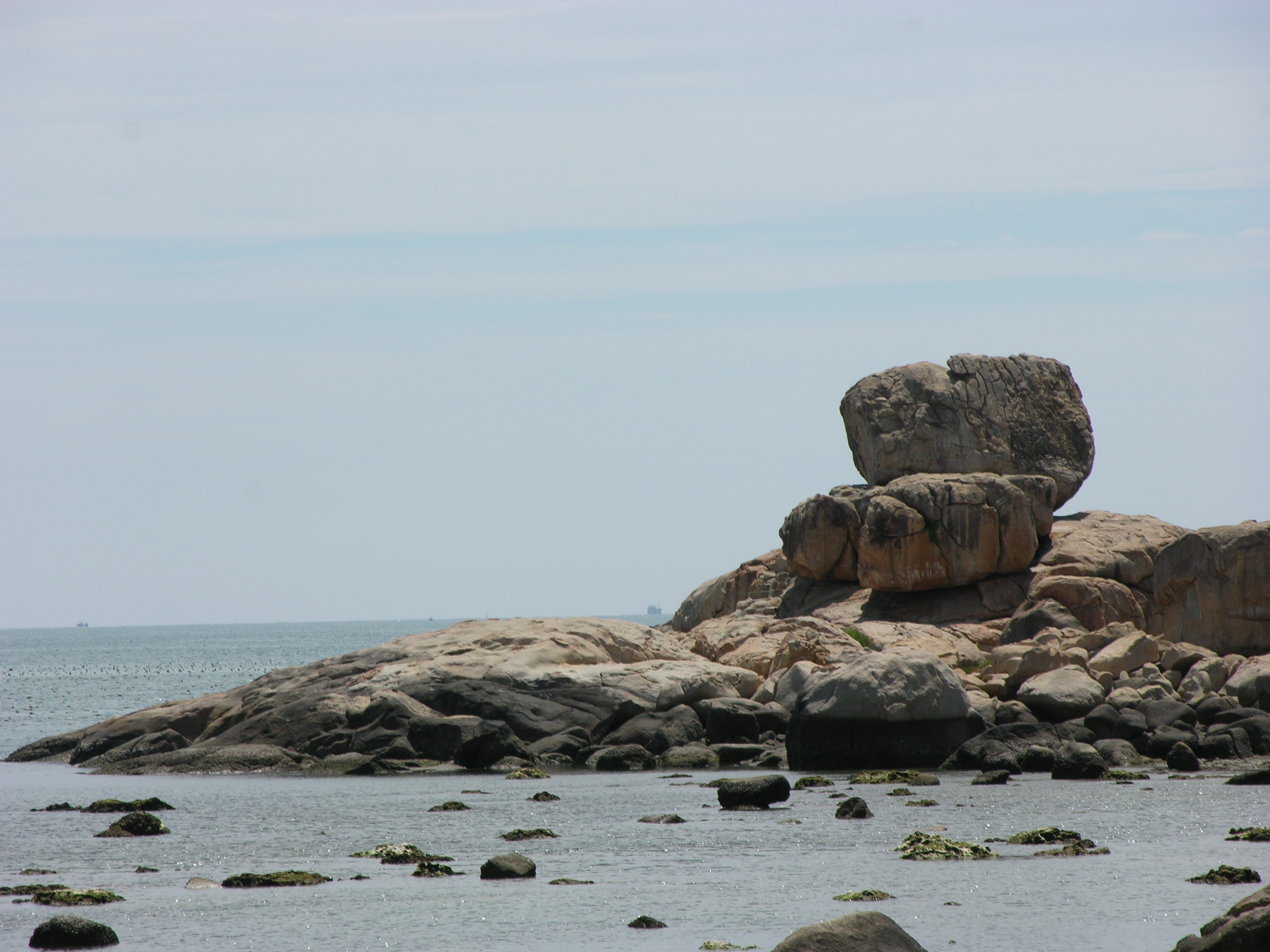
혼쫑 바위
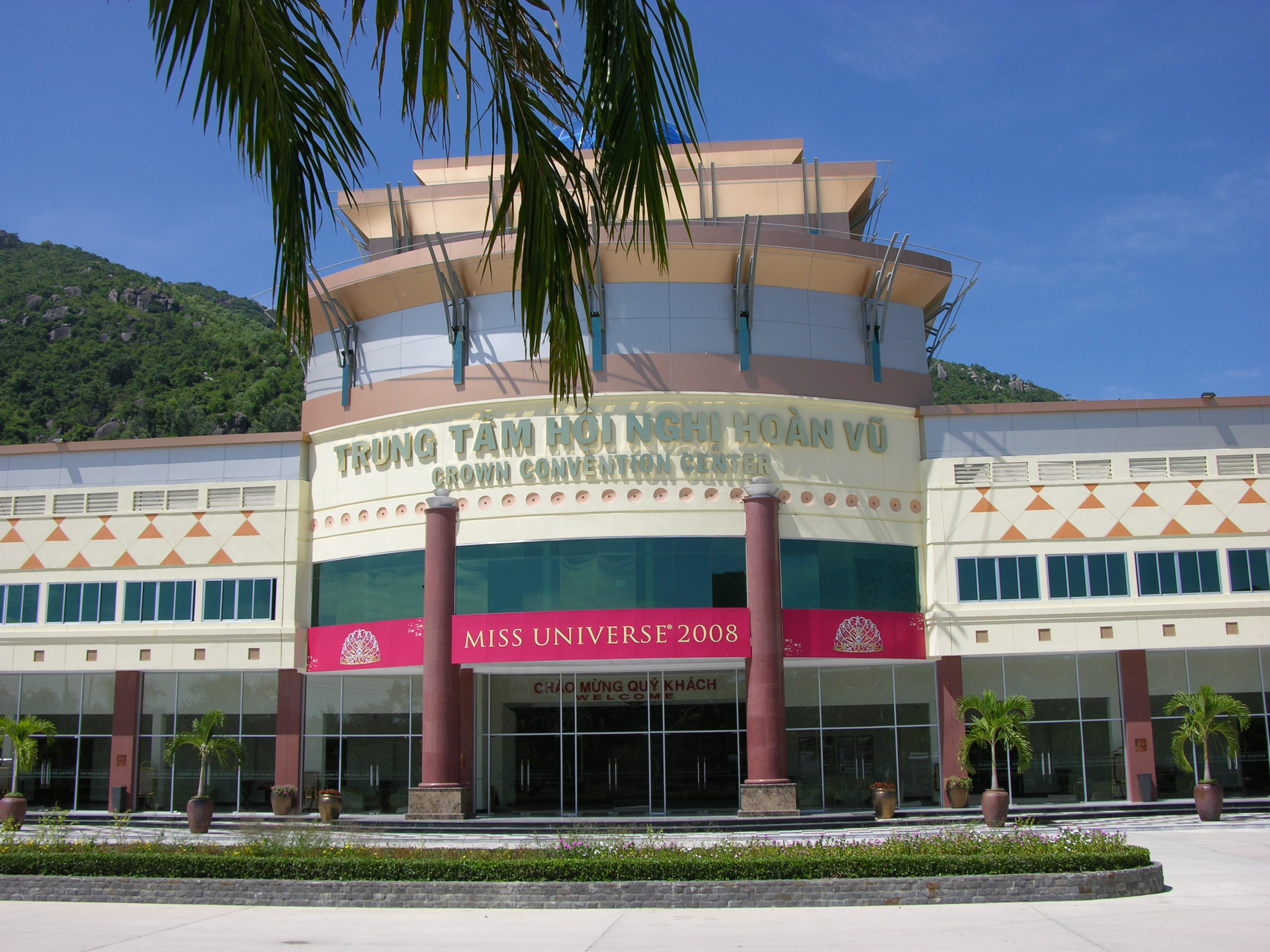
미스 유니버스 2008 개최지
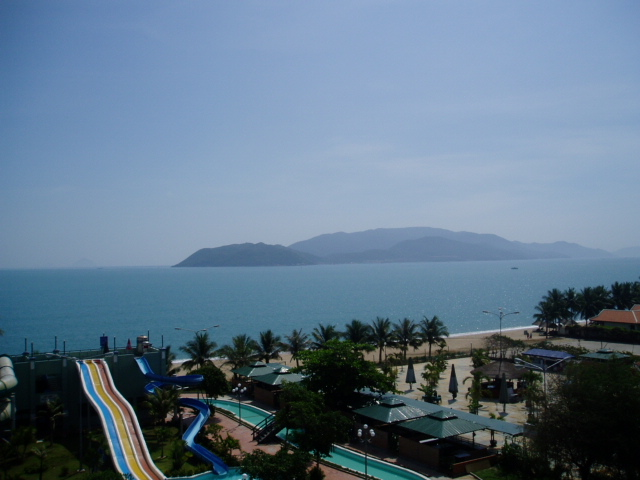
냐짱만
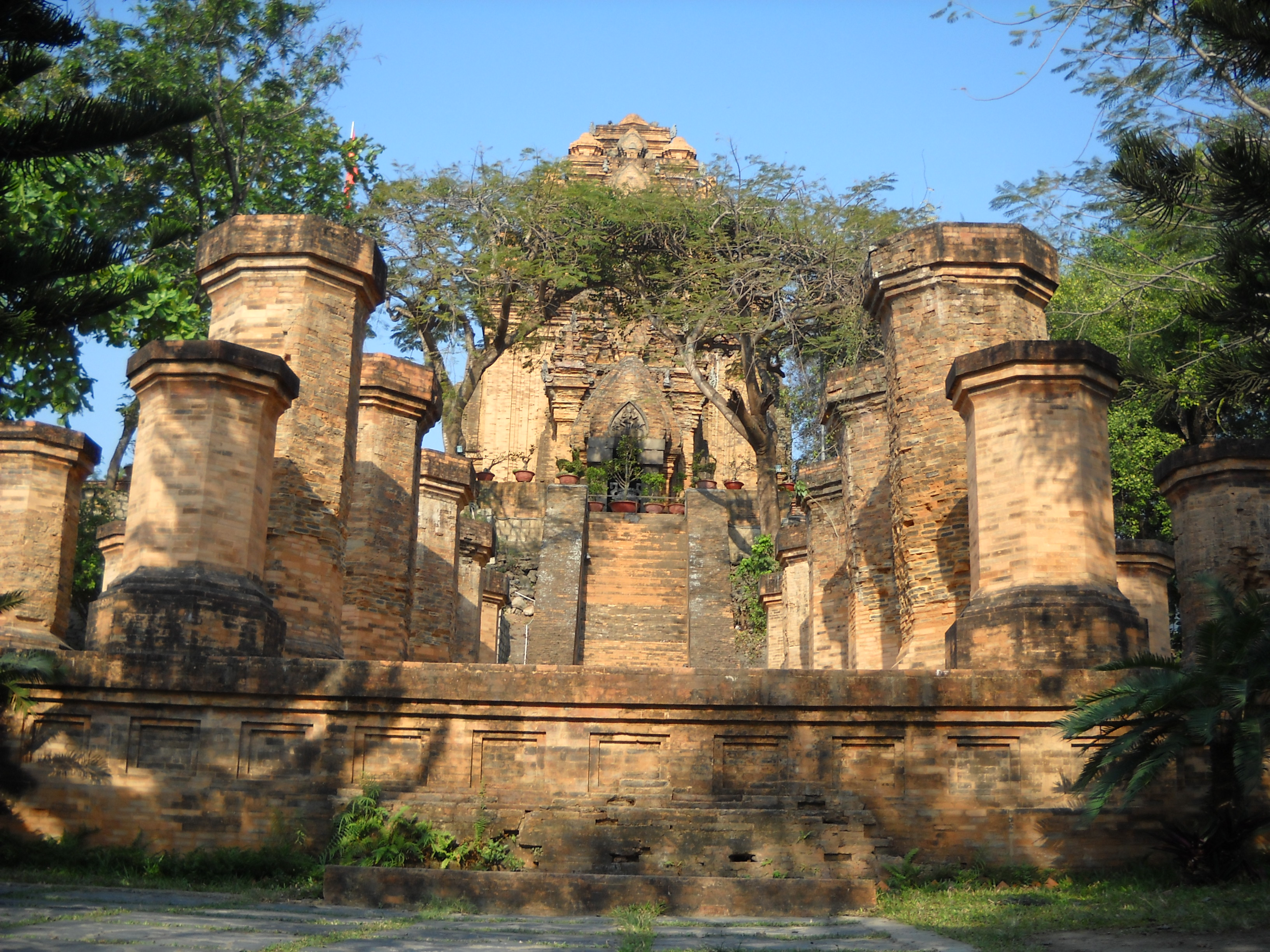
포 나가
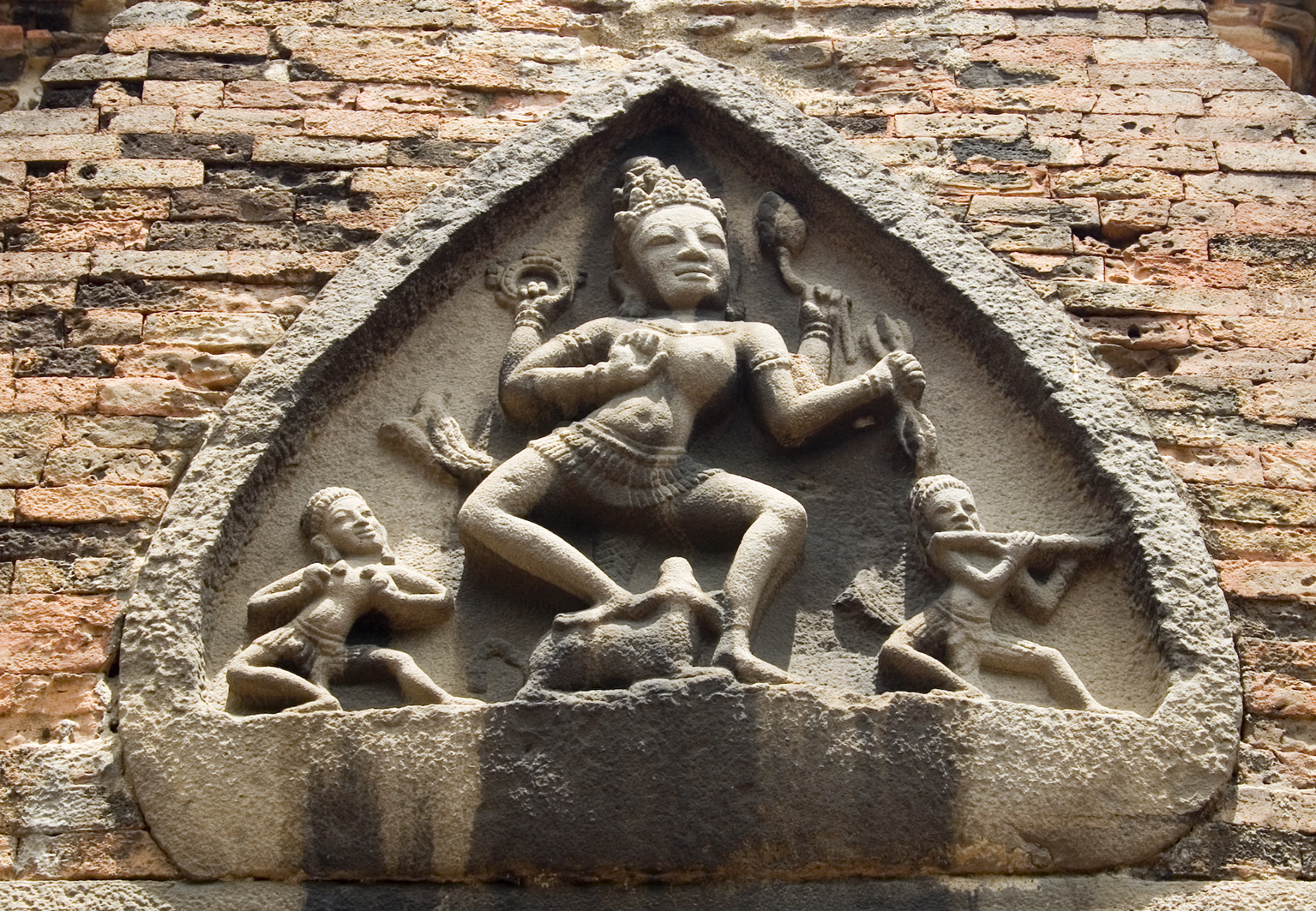
두르가 부조상
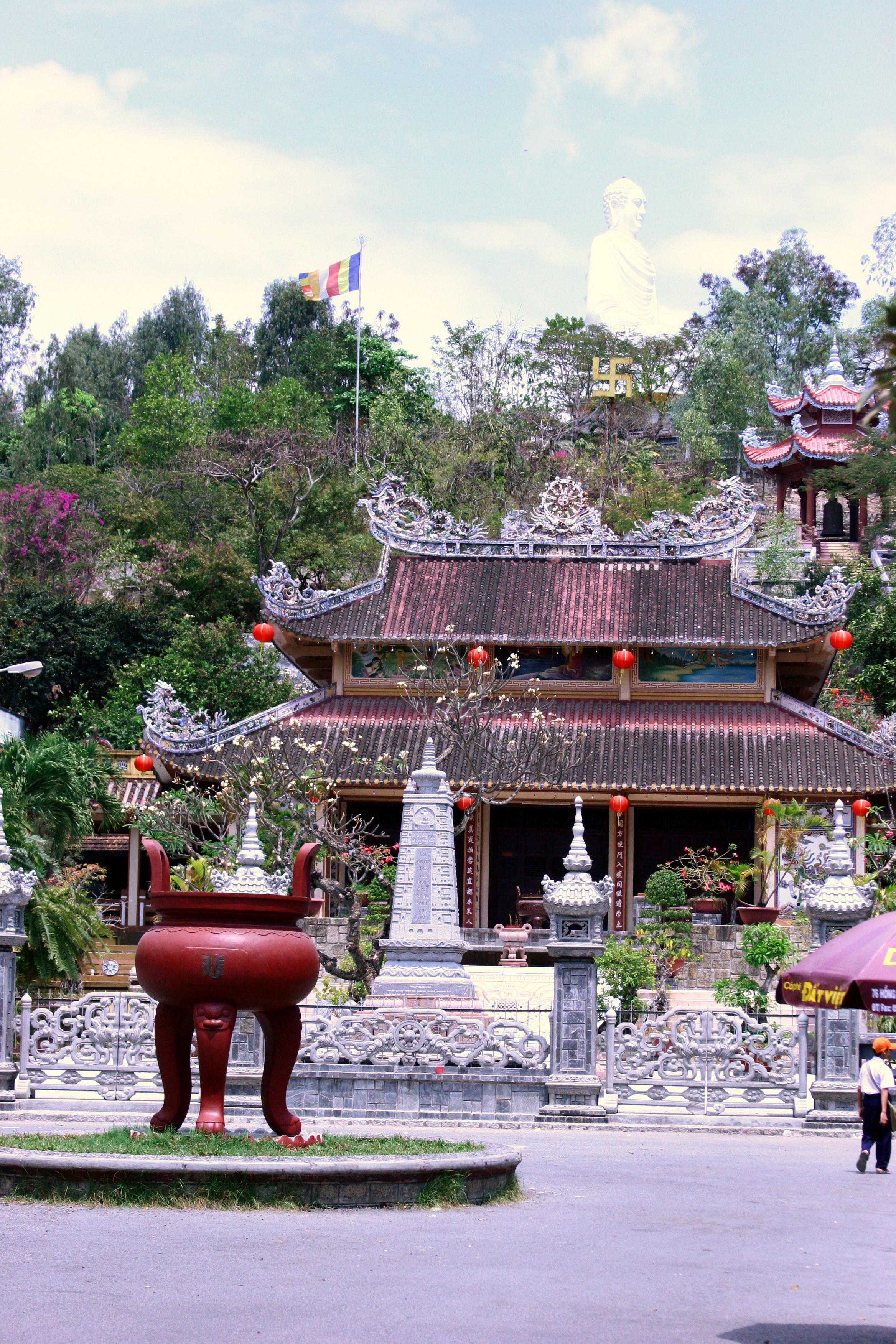
롱선사
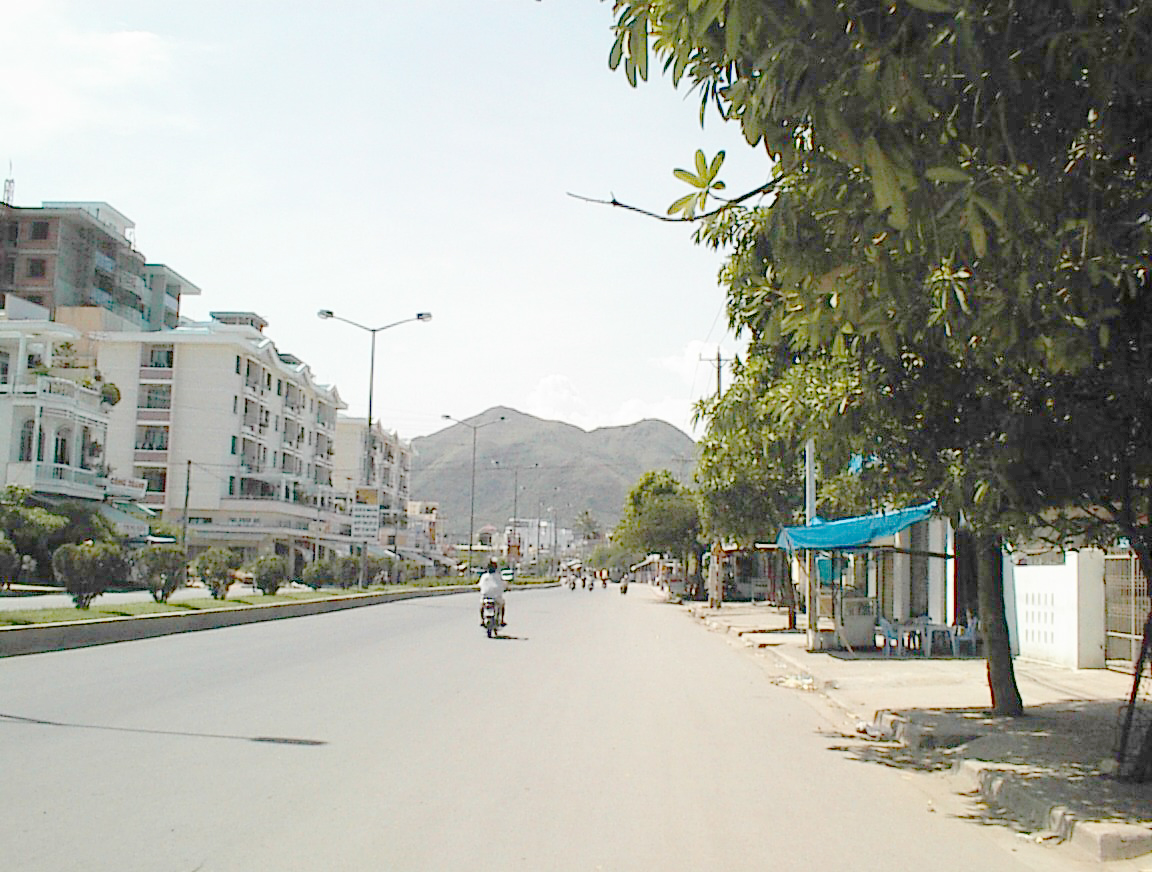
쩐푸 거리
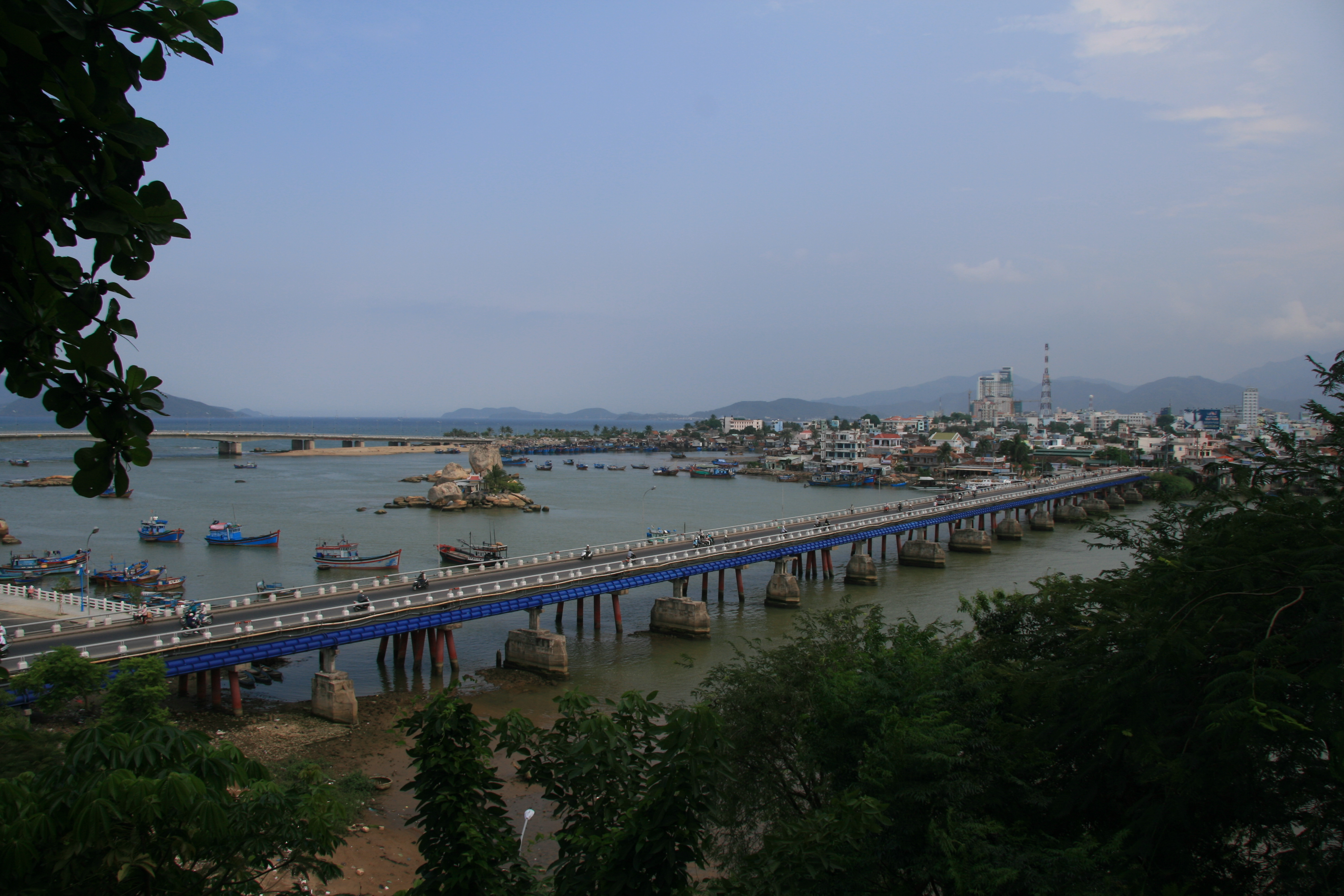
쏨봉교와 까이강
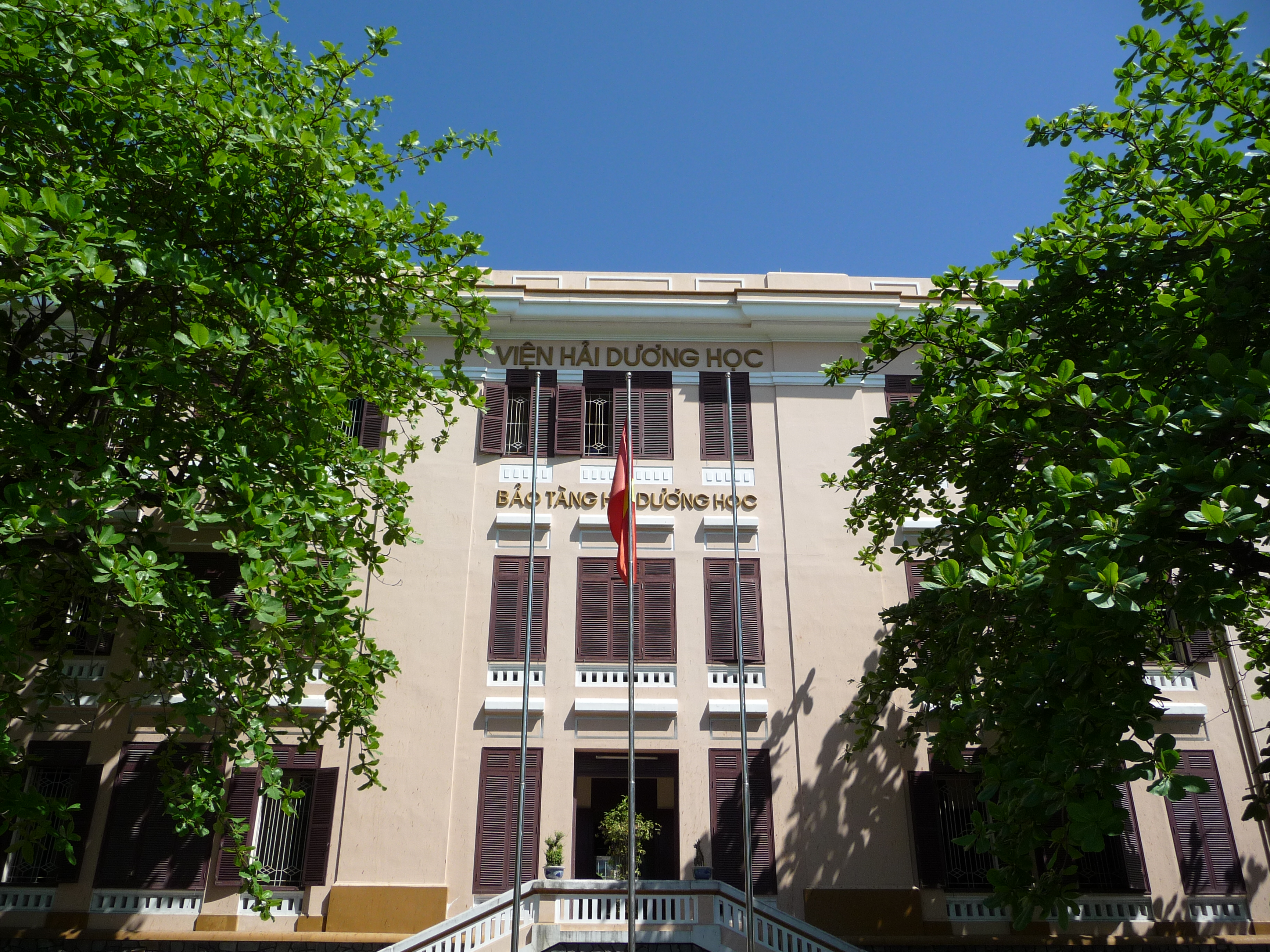
해양연구소
쩐푸교쩐푸교
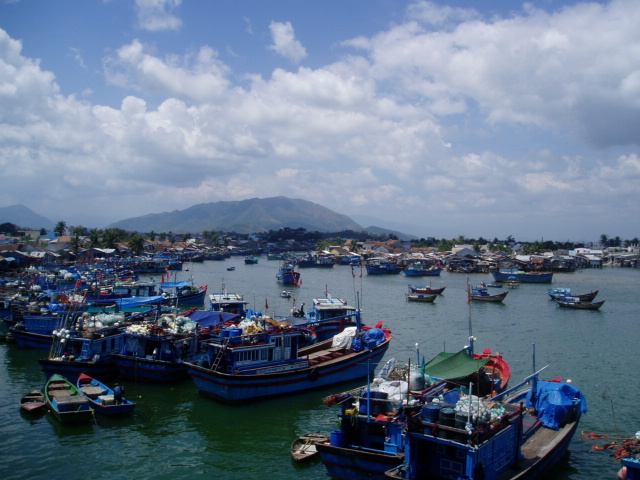
어항
말미잘말미잘

## 자매 도시
- 타이응우옌시, 베트남
- 코타키나발루, 말레이시아